# Chirocephalus diaphanus
Chirocephalus diaphanus é uma espécie de camarão-fada (ordem Anostraca) amplamente distribuída na Europa, alcançando o norte até a Grã-Bretanha, onde é a única espécie de camarão-fada sobrevivente e está protegida pela Lei da Vida Selvagem e do Campo de 1981. Trata-se de um animal translúcido, com cerca de 13 mm de comprimento, com extremidades avermelhadas no abdômen e nos apêndices. O corpo é composto por uma cabeça, um tórax com 11 pares de apêndices e um abdômen segmentado em sete partes. Nos machos, as antenas são ampliadas, formando "apêndices frontais", enquanto as fêmeas possuem uma bolsa de ovos no final do tórax.
O ciclo de vida de C. diaphanus é extremamente rápido, e a espécie só persiste em poças sem predadores. Os ovos são tolerantes à dessecação e eclodem quando reimergidos em água. C. diaphanus foi registrado pela primeira vez na literatura científica em 1704, mas só foi distinguido de outras espécies e recebeu seu nome científico em 1803. O epíteto específico diaphanus refere-se à transparência do animal.

## Descrição

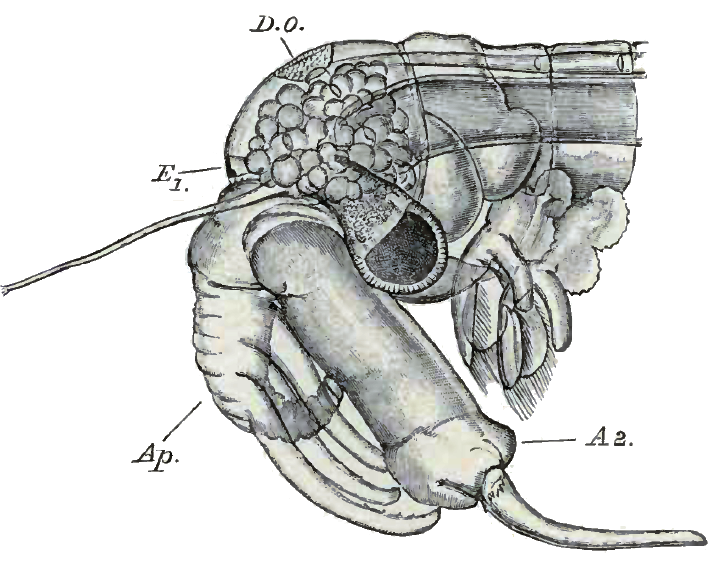
Cabeça de um macho de Chirocephalus diaphanus. A2: segunda antena; Ap: apêndice frontal; D.O.: órgão dorsal; E1: olho mediano.

Chirocephalus diaphanus é um "crustáceo translúcido e belo". Seu corpo é subcilíndrico, com cerca de 13 mm de comprimento, majoritariamente transparente, mas com olhos pretos e extremidades vermelhas nos apêndices e no abdômen.
O corpo é mais largo em direção à cabeça, que apresenta um sulco mandibular conspícuo. Possui um par de olhos compostos, um olho mediano séssil, dois pares de antenas e as partes bucais. As partes bucais incluem um labro, voltado para trás sobre a boca, e pares de mandíbulas, paragnatas, maxílulas e maxilas vestigiais.
O tórax é composto por doze segmentos, sendo o último fundido ao primeiro segmento do abdômen. Não possui carapaça, mas cada um dos onze segmentos livres apresenta um par de filopódios, com cerdas apontando para a linha média do animal. O abdômen é formado por sete segmentos sem apêndices e um télson delgado, que possui um par de ramos caudais.
Machos e fêmeas podem ser identificados por características de dimorfismo sexual. Enquanto as antenas das fêmeas são triangulares e relativamente curtas, as dos machos são longas, articuladas e possuem um "apêndice frontal" complexo, usado para segurar a fêmea durante o acasalamento. O último somito do tórax é fundido ao primeiro somito do abdômen. Nos machos, ele apresenta um par de processos, extensões do ducto deferente em um pênis protrátil. Nas fêmeas, há uma bolsa de ovos única, que também se acredita derivar de um par de apêndices.

## Distribuição
Chirocephalus diaphanus é uma espécie da bacia do Mediterrâneo, alcançando seu limite noroeste na Grã-Bretanha e ausente na Fino-Escandinávia. Na Europa Ocidental, sua distribuição é quase contínua, da Grã-Bretanha à Península Ibérica, e a leste até o rio Reno na Alemanha. Há um único registro de C. diaphanus nos países do Benelux, em poças em Limburgo Meridional, Países Baixos. Mais a leste, ocorre ao sul de 47°N nas penínsulas Itálica e Balcânica, alcançando o mar Negro na Romênia; uma população isolada existe na foz do rio Vístula na Polônia. No mar Mediterrâneo, há populações na Sicília, em Sardenha e em Creta.
C. diaphanus é a única espécie de camarão-fada que ocorre naturalmente na Grã-Bretanha; Tanymastix stagnalis [en] é encontrada no oeste da Irlanda, e Artemia salina já ocorreu na Inglaterra. Na Grã-Bretanha, C. diaphanus está restrito a áreas com déficit de precipitação em relação à evapotranspiração entre abril e setembro. Isso significa que é frequentemente encontrado no sul da Inglaterra, com registros esparsos até Yorkshire.

## Ecologia e ciclo de vida

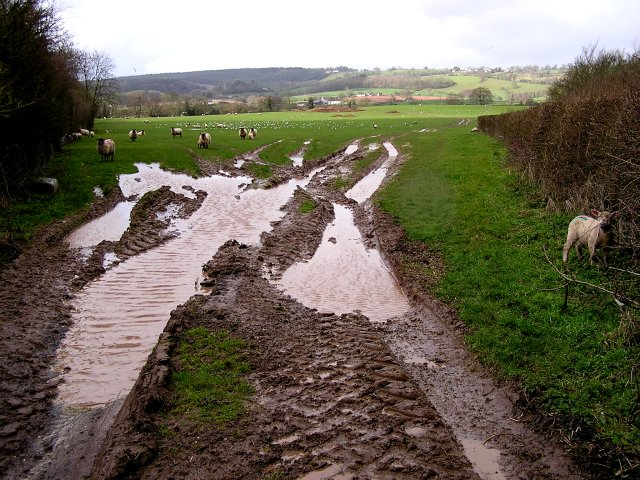
C. diaphanus vive em poças temporárias, como as criadas por tráfego agrícola e gado.

O camarão-fada é encontrado em poças temporárias de água, desde lagoas sazonais até sulcos lamacentos, preferindo locais com distúrbios regulares, como passagem de tratores ou gado. Possui uma ampla gama de tolerâncias ecológicas em termos de temperatura, oxigênio dissolvido e pH, mas não coexiste com peixes predadores. C. diaphanus nada com o lado ventral para cima e é um animal filtrador, coletando zooplâncton e detritos geológicos com seus filopódios.
O ciclo de vida de Chirocephalus diaphanus é extremamente rápido. A duração típica de um ciclo completo não é conhecida, mas sugere-se cerca de 3 meses. Os ovos são tolerantes à dessecação; quando o habitat se enche de água novamente, alguns ovos eclodem, enquanto outros permanecem dormentes. Isso permite que a espécie sobreviva em habitats imprevisíveis, pois alguns ovos permanecem como reserva caso o habitat não persista tempo suficiente para que os animais se reproduzam. A dispersão entre corpos d'água pode ocorrer por movimentos de animais como gado, cervos e cavalos.

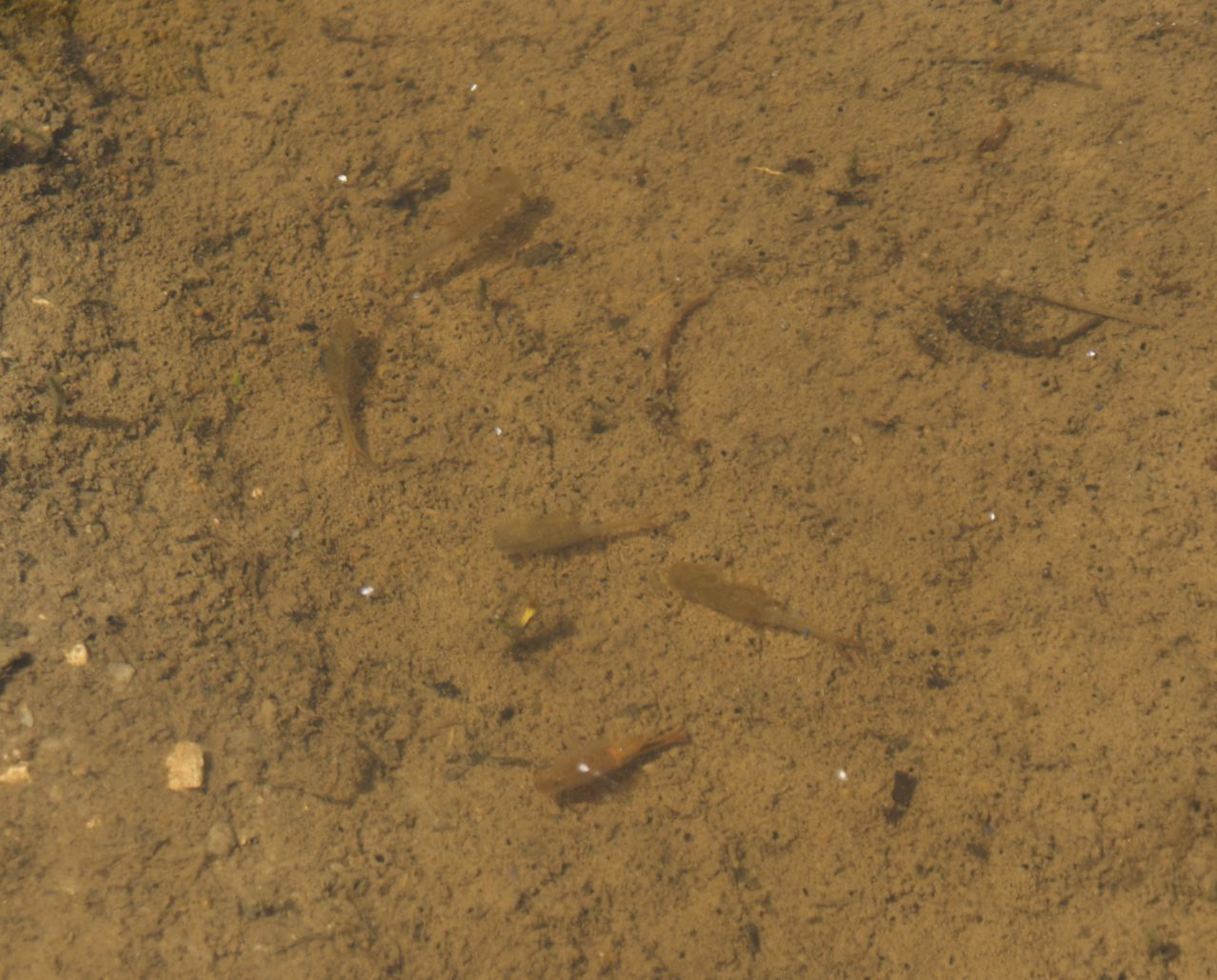
Chirocephalus diaphanus em uma poça temporária criada por pneus de trator (Brenne, França).

## Estado de conservação
Chirocephalus diaphanus está sujeito à proteção sob a legislação ambiental em algumas partes de sua distribuição. Na Alemanha, está incluído na Lista Vermelha da IUCN de espécies ameaçadas. No Reino Unido, é protegido pelo Anexo 5 da Lei da Vida Selvagem e do Campo de 1981 e listado como "Espécie de Preocupação para Conservação" no Plano de Ação de Biodiversidade do Reino Unido [en]. Na ilha de Man, está protegido pelo Anexo 5 da Lei da Vida Selvagem de 1990. A principal ameaça à sua sobrevivência são mudanças no uso da terra: seus habitats são frequentemente considerados inestéticos, e as poças temporárias que habita são comumente preenchidas ou convertidas em lagoas permanentes.

## História taxonômica
A primeira menção de uma espécie de Chirocephalus na literatura científica foi um esboço de James Petiver em um volume de 1704 de sua obra Gazophylacii Naturae, onde a nomeou Squilla lacustris minima, dorso natante ("pequena Squilla de água doce, nadando de costas"). Havia muita confusão entre espécies na literatura inicial, sendo muitas vezes incerto a que espécie os autores se referiam. Lineu, após descrever um camarão-fada como possível larva de inseto em Fauna Suecica, incluiu-o entre os crustáceos na 10ª edição de seu livro Systema Naturae em 1758, sob o nome "Cancer stagnalis" (atual Tanymastix stagnalis). Esse nome também foi usado por autores posteriores, mas às vezes referindo-se a outras espécies.
A situação foi esclarecida por Bénédict Prévost em 1803, quando publicou uma descrição detalhada de Chirocephalus diaphanus, incluindo menção aos apêndices frontais que o distinguem de outros camarões-fada, como Tanymastix stagnalis. O trabalho de Prévost foi publicado originalmente no Journal de Physique em 1803 e reimpresso por Louis Jurine [en] como apêndice de sua obra Histoire des Monocles, qui se trouvent aux Environs de Genève de 1820.
O nome Chirocephalus deriva das palavras gregas χείρ ("mão") e κεφαλή ("cabeça"). O epíteto específico diaphanus vem do grego διαφανής, significando "diáfano" ou transparente. Prévost mais tarde lamentou o epíteto, argumentando que várias outras espécies eram tão transparentes quanto a que ele descreveu. O nome comum "camarão-fada" vem da aparência delicada do animal e do "brilho iridescente das cerdas em seus apêndices".